# Vologès VI de Pàrtia
Vologès VI fou rei de Pàrtia del 208 o 209 al 228.
Vers el 209 va succeir a son pare Vologès V, però de seguida el seu germà Artaban V es va rebel·lar. Moltes monedes de Vologès s'han trobat a Babilònia però es creu que el seu regne abraçava la part oriental, principalment Caramània (Kirman), mentre Artaban dominava la part occidental. Aprofitant la desunió, el 216 l'emperador romà Caracal·la va buscar la guerra amb els parts, i va entrar en el seu territori devastant la província d'Assíria i la de Mèdia Atropatene, arribant fins a Arbela, i els dos pretendents parts van deixar de banda les hostilitats per afrontar l'enemic comú. Caracal·la va ser assassinat el 8 d'abril del 217 i des de llavors els parts van passar al contraatac, i el seu successor, Macrí fou derrotat en la batalla de Nisivis i va haver de signar el tractat de Nísibis per dos-cents milions de sestercis, havent de reconèixer als parts com foedus aequum i a Tiridates II d'Armènia perdent el Pont després d'un segle, i abandonà la idea del seu antecessor d'envair Pèrsia.
Vologès va lluitar contra el rebel persa Papak, i després al seu fill Ardashir I de Pèrsia, al que va ajudar principalment el rebel Artaban V. Contra els rebels va perdre Caramània però es va sostenir en algun altre lloc.
Les darreres monedes estan datades al 228, i després d'aquesta data la resta dels seus dominis degué caure en mans d'Ardashir I.